# Gräsmarks församling
Gräsmarks församling är en församling i Norra Värmlands kontrakt i Karlstads stift. Församlingen ligger i Sunne kommun i Värmlands län och ingår i Sunne pastorat.
Huvudort för församlingen är Uddheden, där församlingskyrkan, Gräsmarks kyrka, är belägen.

## Administrativ historik
Församlingen bildades 1751 genom en utbrytning ur Sunne församling.
Församlingen var till 1765 annexförsamling i pastoratet Sund, Östra Ämtervik, Fryksände, Lysvik, Västra Ämtervik och Gräsmark. Från 1765 till 1 maj 1821 ingick den i Frykdals pastorat där församlingarna Sunne, Gräsmark, Östra och Västra Ämtervik, Fryksände, Lysvik och Östmark ingick. Från 1 maj 1821 var församlingen på nytt annexförsamling under Sunne, men nu i pastoratet Sunne, Östra Ämtervik, Västra Ämtervik och Gräsmark. Från 1 maj 1882 till 2002 var Gräsmarks församling ett eget pastorat. Sedan 2002 är församlingen för tredje gången annexförsamling i pastoratet Sunne, Östra Ämtervik, Västra Ämtervik och Gräsmark.

## Organister
| Period    | Namn                 | Levnadstid | Övrigt   |
| --------- | -------------------- | ---------- | -------- |
| 1858-1882 | Jan Gustaf Andersson | 1813-1882  | Organist |

## Kyrkor
- Gräsmarks kyrka

Tvärs över sjön från kyrkan ligger Gräsmarks prästgård, uppförd 1916 på en liten höjd med utsikt över sjön och samhället. Mellan 1758 och 1916 var Brandsbols gård församlingens prästboställe.